# فنسنت كاستيلانوس
فنسنت كاستيلانوس (بالإنجليزية: Vincent Castellanos)‏ هو ممثل أمريكي، ولد في 7 أغسطس 1961.

## أعمال

### أفلام
- (1997) اناكوندا
- (2001) طريق مولهولاند[1][2]

## وصلات خارجية
- فنسنت كاستيلانوس على موقع IMDb (الإنجليزية)
- فنسنت كاستيلانوس على موقع ألو سيني (الفرنسية)
- فنسنت كاستيلانوس على موقع أول موفي (الإنجليزية)
- فنسنت كاستيلانوس على موقع قاعدة بيانات الأفلام السويدية (السويدية)
- فنسنت كاستيلانوس على موقع قاعدة بيانات الفيلم (الإنجليزية)
- فنسنت كاستيلانوس على موقع كينوبويسك (الروسية)